# Slovo o polku Igoreve
Slovo o polku Igoreve, u hrvatskim prijevodima naslovljeno kao Spjev o Igorevu pohodu ili Slovo o vojni Igorevoj, epsko je srednjovjekovno djelo nastalo najkasnije 1187. Autor djela nepoznat je, no postoje teorije da je to bio pripadnik pratnje kijevskoga kneza Svjatoslava. Djelo je odraz poraza novgorodskog kneza Igora u borbi s Polovcima (nomadskim narodom tursko-mongolskoga porijekla, kod nas poznatoga pod imenom Kumani). Knez Igor je u bitci bio zarobljen, a pjesma opisuje i njegov bijeg iz zarobljeništva. Djelo ima važnu kulturnu vrijednost za sve Istočne Slavene i smatra se podjednako dijelom ruske, ukrajinske i bjeloruske književnosti.
Bilo je pokušaja da se uzor za „Spjev o Igorevu pohodu” nađe u klasičnoj grčkoj epici, pa u južnoslavenskoj narodnoj poeziji ili čak u djelu koje je nastalo nekoliko stoljeća kasnije („Zadonščina”). Znanstvena istraživanja posvećena „Spjevu o Igorevu pohodu”, kako u Rusiji i Ukrajini, tako i u cijelom svijetu, pokazala su da su sumnje u originalnost ovoga djela danas neosnovane; to osobito potvrđuju, između ostalog, različite tekstološke studije, posebno prilozi turkologa u kojima se dokazuje semantička vrijednost pojedinih polovačkih riječi, moguća samo za vrijeme nastanka djela.
Tekst sa samo 218 stihova nije dugačak. Jedini sačuvan originalni rukopis otkrio je Aleksej Musin-Puškin 1795. te dao tiskati 1800. godine, no rukopis je izgorio u vrijeme Napoleonovog napada na Moskvu 1812. godine. Na djelu je zasnovana opera Aleksandra Borodina imena Knez Igor. Djelo je u više navrata prevedeno na suvremeni ruski, kao i na mnoge strane jezike.

## Sadržaj
Poraz staroruske vojske (1185.) došao je kao posljedica feudalne rascjepkanosti Kijevske Rusi i nadmetanja pojedinih knezova da svaki za sebe prigrabi što više slave ne brinući se za zajedničke interese zemlje. Strašne posljedice poraza potaknule su nepoznata autora da pjesničkim jezikom progovori ne samo o slavi staroruskoga oružja, nego i o uzrocima nevolja što već više od jednoga stoljeća padaju na starorusku zemlju – o feudalnim razmiricama. Stoga je razumljiv onaj publicistički patos u autorovom obraćanju staroruskim knezovima da stanu u obranu zajedničke domovine. Lirski opisi prirode, epska snaga u prikazivanju sudara („Zemlja tutnji, rijeke mutno teku, prašina polja pokriva, stijegovi zbore: Polovci idu od Dona, i s mora, i sa svih strana staroruske pukove opkoliše. Djeca đavolja vikom polja pregradiše, a hrabri Rusići pregradiše crvenim štitovima”) kao i elementi govorničke proze otežavaju nam da određeno kažemo kojoj književnoj vrsti pripada ovo djelo. Najbliži ćemo ipak biti istini ako ga nazovemo ratnom pripoviješću (zbog teme) i epskom pjesmom (zbog obrade teme). I sam se autor koleba u terminu jer ga naziva „Slovom”, tj. besjedom, pa „trudnom” (tužnom, ratnom) pripoviješću i napokon „pjesmom”, što sve govori o sinkretičkoj naravi djela. 
Iz pjesme je poznat citat: